# Hattigny
Hattigny település Franciaországban, Moselle megyében. Lakosainak száma 220 fő (2022. január 1.). Hattigny Bertrambois, Frémonville, Tanconville, Aspach, Fraquelfing, Richeval és Saint-Georges községekkel határos.

## Népesség
A település népességének változása:
| Lakosok száma | 227  | 209  | 187  | 186  | 204  | 198  | 187  | 189  | 189  | 220  |
|               | 1968 | 1982 | 1990 | 2006 | 2013 | 2015 | 2017 | 2019 | 2020 | 2022 |